# Barnadesia dombeyana
Barnadesia dombeyana  es una especie de planta con flor en la familia de las asteráceas; endémica de Perú donde se distribuye por Áncash, Cajamarca, Huánuco, La Libertad, Lima y Pasco.

## Ecología
La especie se encuentra en el Coto de Caza Sunchubamba, en los alrededores de la laguna Punrún y en las zonas alto andinas del parque nacional Huascarán.

## Taxonomía
Barnadesia dombeyana fue descrita por Christian Friedrich Lessing y publicado en Linnaea 5: 246. 1830.
Sinonimia
- Bacasia lanceolata Ruiz & Pav. ex DC.
- Bacasia spinosa Ruiz & Pav.
- Barnadesia lanceolata D.Don
- Chuquiraga johnstonii Tovar
- Chuquiraga spinosa (Ruiz & Pav.) D.Don
- Diacantha ambigua Cass.
- Diacantha spinosa (Ruiz & Pav.) Lag.[5]

## Nombres comunes
- Huamanpinta,[6] china conchi, quincha, velas casha,[3] qontsi casha, quincha casha, tsaqlla, anquillo[7]